# Heribert Heinrich
Heribert Heinrich (* 30. September 1951 in Koblenz) ist ein deutscher Politiker (SPD).

## Leben und Beruf
Nach der mittleren Reife absolvierte Heinrich eine kaufmännische Ausbildung und war beim Bundesamt für Wehrtechnik und Beschaffung tätig. 1992 wurde er Gewerkschaftssekretär des DGB-Kreises Koblenz. Heinrich ist verheiratet und hat zwei Kinder.

## Politik
Heinrich trat 1969 der SPD bei. 1983 wurde er Mitglied des Stadtrats von Koblenz, in dem er von 1999 bis 2004 Fraktionsvorsitzender war. Seit 1999 ist er Abgeordneter im rheinland-pfälzischen Landtag. Er vertritt dort den Wahlkreis 9 (Koblenz) und ist medienpolitischer Sprecher der SPD-Landtagsfraktion. Seit 2002 ist Heinrich Landesvorsitzender der Arbeitsgemeinschaft für Arbeit.

## Ehrung
Das Land Rheinland-Pfalz ehrte ihn 2004 mit der Verleihung der Freiherr-vom-Stein-Plakette.